# おしとね天繕
『おしとね天繕』（おしとねてんぜん）は、山口譲司による日本の漫画作品である。
単行本は全6巻。『スーパージャンプ』（集英社）平成16年14号から平成21年9号、また『オースーパージャンプ』（同社刊）増刊において連載され、休載を挟みつつ連載された。話には無印編48話、旅情編22話、特別編と南蛮編1話ずつ、隔世編7話の合計79話連載された。その後、『コミック乱ツインズ』（リイド社）にて、新シリーズ『おしとね天繕〜ゴールドフィンガー〜』が、2015年2月号から2015年11月号にかけて連載された。単行本は全1巻。
主人公の皇 天繕（すめらぎ てんぜん）は、第5代将軍・徳川綱吉に仕える床与方筆頭会釈（とこあらためがたひっとうあしらい）という「夜のお相手選び」。すなわち将軍の嫡子を身篭り「上様の生母」となる女性の発掘を行なう役職にあった。この天繕を中心に江戸城の大奥などストーリーが展開してゆくエロコメディ作品である。

## 主な登場人物
皇天繕（すめらぎ てんぜん）
主人公。第5代将軍・徳川綱吉に仕える床与方筆頭会釈。隔世編およびゴールドフィンガーでは第11代将軍・徳川家斉に仕える。
徳川綱吉（とくがわ つなよし）
江戸幕府の第5代将軍。
牧野成貞（まきの なりさだ）
綱吉の側用人。綱吉思いの爺。
お松の方（おまつのかた）
側用人を疎ましく思う御年寄。
お伝の方（おでんのかた）
綱吉の側室。
お梅の方（おうめのかた）
江戸城の御年寄。
徳川家斉（とくがわ いえなり）
隔世編およびゴールドフィンガーでの将軍。16歳で血気盛ん。
松平定信（まつだいら さだのぶ）
ゴールドフィンガーで老中を勤め、家斉を裏から操り、幕府の実権を握ろうと企む。体格は大きいが、家斉よりも小さく包茎。

## 単行本
- 山口譲司 『おしとね天繕』 集英社〈スーパージャンプ・コミックス〉、全6巻
  1. 2005年1月10日発行、2005年1月5日発売 ISBN 4-08-859481-9
  2. 2005年7月9日発行、2005年7月4日発売 ISBN 4-08-859517-3
  3. 2006年1月10日発行、2006年1月5日発売 ISBN 4-08-859554-8
  4. 2006年7月9日発行、2006年7月4日発売 ISBN 4-08-859585-8
  5. 2007年1月9日発行、2007年1月4日発売 ISBN 978-4-08-859620-4
  6. 2009年6月9日発行、2009年6月4日発売 ISBN 978-4-08-859782-9
- 山口譲司 『おしとね天繕〜ゴールドフィンガー〜』 リイド社〈SPコミックス〉、全1巻
  1. 2015年12月3日発行、2015年11月19日発売 ISBN 978-4-8458-4082-3